# Catedral de Montefiascone
La catedral de Montefiascone o basílica de Santa Margarita (en italiano: Duomo di Montefiascone; Basilica Cattedrale di Santa Margherita) es una antigua catedral católica en Montefiascone en la provincia de Viterbo , Italia , dedicada a santa Margarita de Antioquía, la santa patrona de la ciudad.  Anteriormente fue la sede episcopal de la diócesis de Montefiascone (suprimida e incorporada a la diócesis de Viterbo, Acquapendente, Bagnoregio, Montefiascone, Tuscania y San Martino al Monte Cimino en 1986) y ahora es una basílica menor (estatus otorgado en 1943).
Es una de las iglesias más importantes de la zona, y tiene una de las cúpulas más grandes de Italia (27 m de diámetro), que es visible desde casi todos los pueblos de della Tuscia y de la provincia de Viterbo.

## Historia

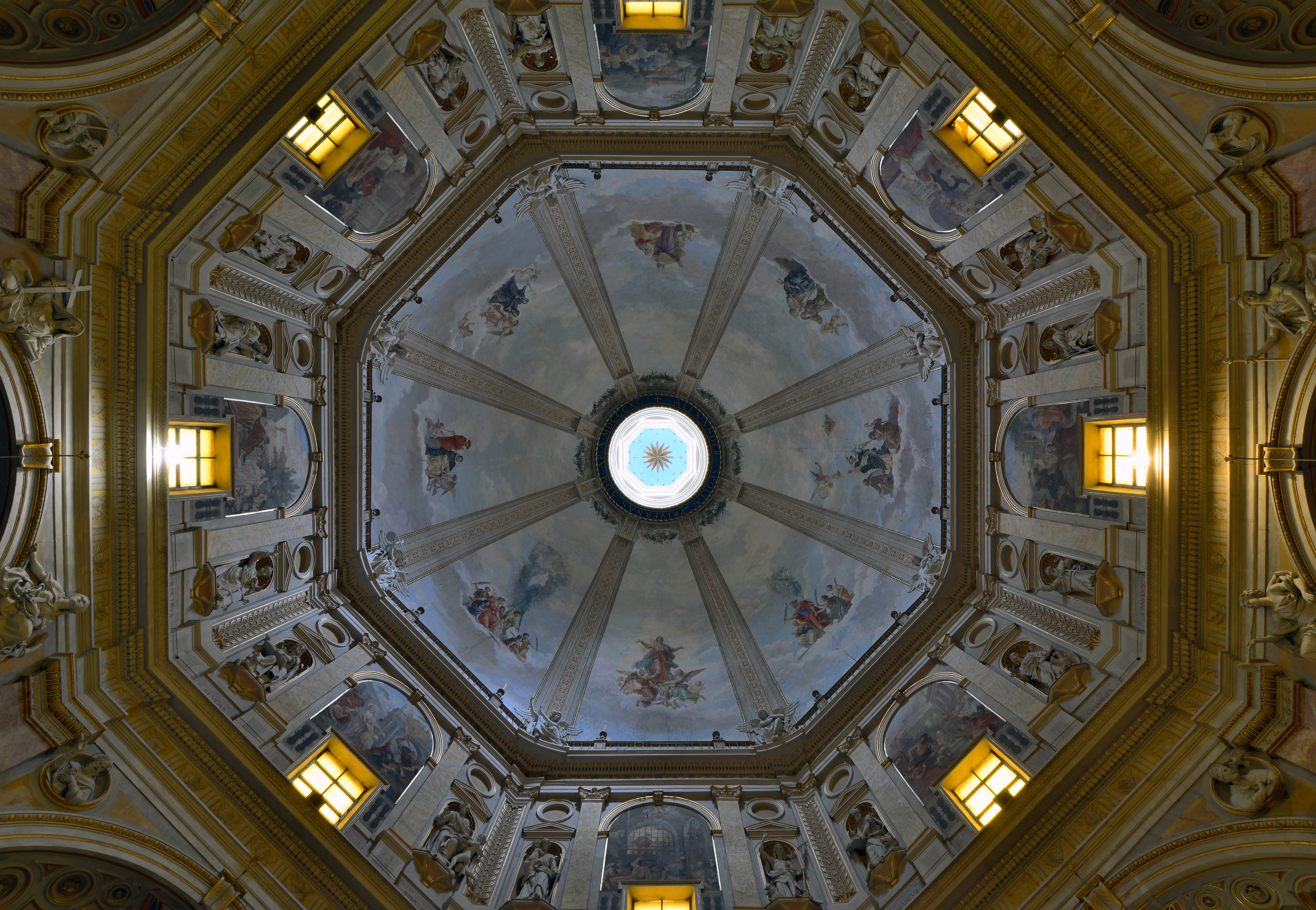
Interior de la cúpula

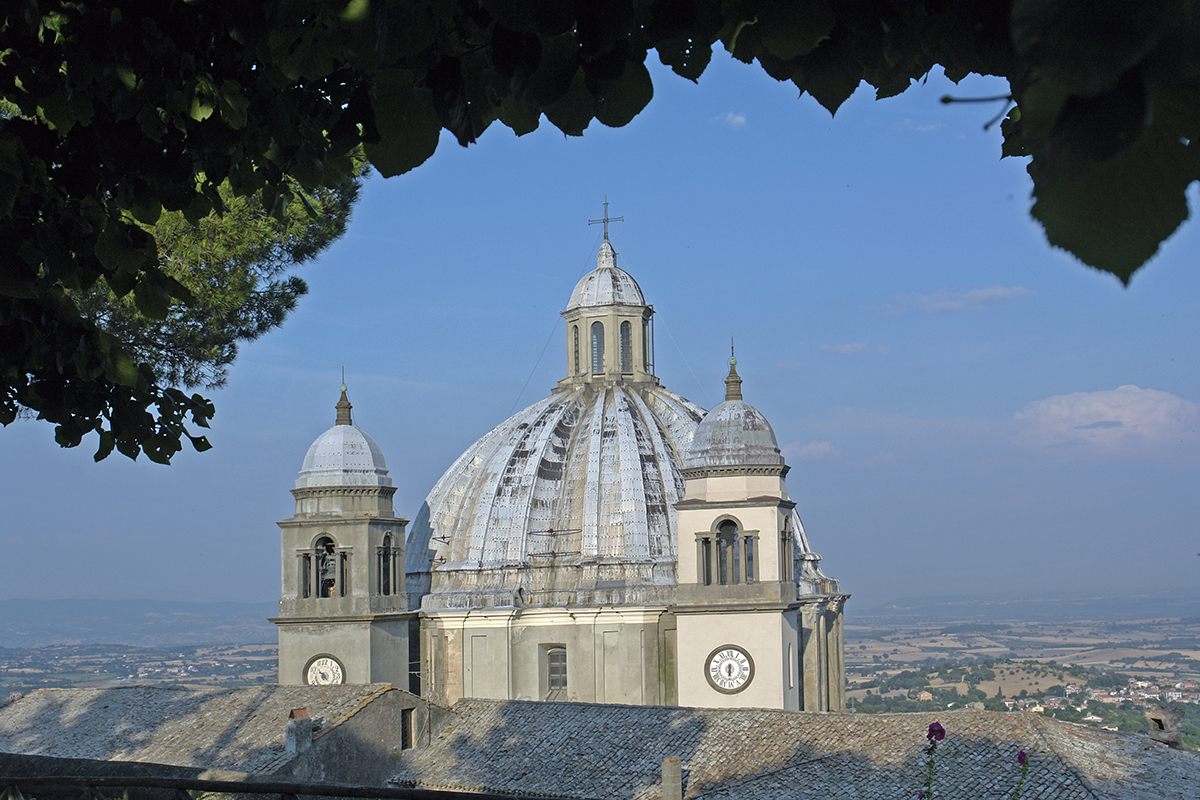
Vista de la cúpula

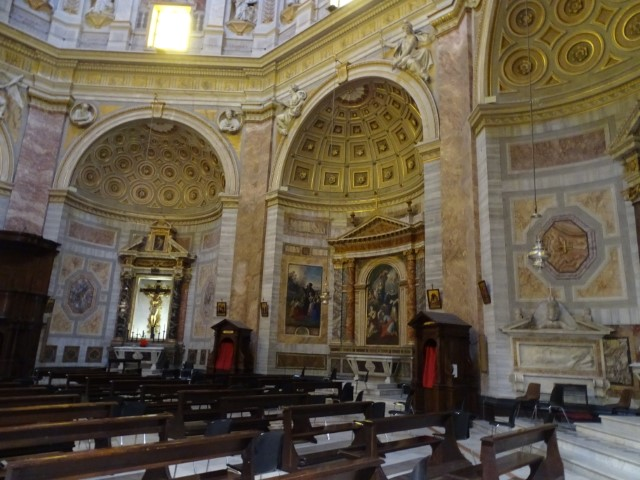
Interior de la iglesia

Cuando el papa Urbano V estableció la diócesis de Montefiascone en 1396, la iglesia, que entonces era la más popular y central de la ciudad, fue elegida para ser la catedral de la nueva diócesis, después de lo cual comenzó una importante reconstrucción.
El edificio desde la cripta hasta la base de la cúpula data de los siglos XV y XVI y fue realizada por el arquitecto veronés Michele Sanmicheli, probablemente con la ayuda de Antonio da Sangallo el Joven. Entre 1525 y 1526   Sanmicheli trabajó para preparar, por encargo del cardenal Alessandro FarneseDesam, el primer diseño de la modificación de la catedral de Montefiascone, un edificio octogonal coronado por una cúpula de estilo Bramante, que recuerda la de la iglesia de Santa Maria de Loreto en Roma. En ese momento se creó la iglesia inferior y se redactaron los planos para la iglesia superior, aunque por razones económicas esta fase de construcción se detuvo al nivel del techo, y la catedral permaneció abierta a la intemperie hasta 1602. De ese edificio sólo quedan restos de la columnata con entablamento, debido a posteriores reestructuraciones.
Después de que un incendio durante la noche del Viernes Santo de 1670 destruyera el techo y parte del interior de la catedral, la reparación y finalización de la construcción fue confiada a Carlo Fontana, quien modificó radicalmente los planos de Sanmicheli para producir una cúpula más acorde con el gusto contemporáneo y  que iba a impactar de manera decisiva en el paisaje de la campiña circundante. La nueva cúpula se inauguró el 16 de diciembre de 1674.
Los campanarios y la fachada oeste fueron diseñados y añadidos en 1840 por el arquitecto Paul Gazola, utilizando elementos decorativos muy simples: las estatuas de san Flavio de Montefiascone y santa Margarita de Antioquía, los principales santos venerados en Montefiascone, y un tímpano clásico sostenido por columnas jónicas y coronado por las armas del cardenal Macchi.
La catedral fue declarada basílica menor el 26 de febrero de 1943. En 1986, la diócesis de Montefiascone se fusionó con otras para formar la diócesis de Viterbo, Acquapendente, Bagnoregio, Montefiascone, Tuscania y San Martino al Monte Cimino, y la iglesia dejó de ser sede episcopal.

## Reliquias y obras de arte
Además de una estatua de mármol y algunas reliquias de santa Margarita de Antioquía, la catedral alberga las reliquias de santa Lucía Filippini  y la tumba del cardenal Marco Antonio Barbarigo , así como una conocida cruz de madera.